# かもめサービス
かもめサービスとは、東京都品川区の株式会社エイジェイオーエル（AJOL）および株式会社ユーワールド（所在地同じ）が提供する情報サービスの名称。AJOLはAll Japan On-Lineの略。一時期Pan Pacific On-Lineを名乗っていた。

## 概要
「MOJICO」（もじこ）あるいは「Uフォン」（ゆーふぉん）と呼ばれる専用端末を操作してサーバに接続を行い、サーバから送られてきた情報一覧から任意の情報を選択すると、FAX機能が立ち上がりサーバ側のFAX回線に接続が切り換わり、紙に印刷された情報が出力される。商品特性が似ているNTTのLモード（2010年3月廃止）が利用できる機種もあった。
フォーバルの大久保秀夫が基本特許を取得し、当初は同社にある「フォーバル総合研究所」から発売されていた。連鎖販売取引（マルチ商法）による販売手法をとっていたため「FAX商法」との批判があり、契約については国民生活センターが裁判例に基づく注意喚起を行っている。その後AJOL社はフォーバルの海外子会社に売却され、さらに海外子会社の売却によって2005年にフォーバルとの資本関係を解消している。

## 脚註
1. ↑  連鎖販売取引において書面不備を理由としたクーリング・オフが認められた事例（国民生活センター）